# Крапива Віталій Петрович
Віталій Петрович Крапива (17 травня 1949 — 15 червня 2016) — засновник та перший начальник спеціалізованого морського порту «Ольвія» (до 2017 року — спеціалізований морський порт «Октябрьск»), кавалер ордену «За заслуги» І, ІІ, ІІІ ступенів, Почесний працівник морського та річкового транспорту.

## Біографія
Народився 17 травня 1949 року в селі Попівка Конотопського району Сумської області. 
Вищу освіту здобув у Одеському морському училищі  Міністерства морського флоту СРСР.
В липні 1968 року почав працювати в Миколаївському порту.
Помер 15 червня 2019 року.

## Кар'єра
Був заступником начальника Миколаївського морського торговельного порту, начальником порту «Октябрськ» у період з 09 жовтня 1989 по 31 грудня 1992, потім начальником ДП «Спеціалізований морський порт «Октябрськ» у період з 20 листопада 1992 по 28 листопада 2011.

## Нагороди
Віталія Петровича було відзначено орденом «За заслуги» І, ІІ та ІІІ ступеня, нагрудним знаком «Почесний працівник транспорту України», нагрудним знаком «Почесний працівник морського та річкового транспорту», Почесною грамотою та Подякою КМУ.